# 溫菲爾德 (科羅拉多州)
溫菲爾德（英語：Winfield）是位於美國科羅拉多州查菲縣的一個非建制地區。該地的面積和人口皆未知。

## 地理
溫菲爾德的座標為38°59′08″N 106°26′24″W / 38.98556°N 106.44000°W，而該地的平均海拔高度為3122米（即10243英尺）。